# Каринян, Арташес Баласиевич
Арташе́с Баласи́евич Кариня́н (арм. Արտաշես Բալասիի Կարինյան, настоящая фамилия Габриэля́н (арм. Գաբրիելյան); 30 октября [11 ноября] 1886, Баку — 29 мая 1982, Ереван) — армянский советский литературовед, политический и партийный деятель.
Академик АН Армянской ССР (1956). Герой Социалистического Труда (1976). Заслуженный деятель науки Армянской ССР (1961).
Арташес Баласиевич Каринян — народный комиссар юстиции Армянской ССР в 1921—1923 годах, в 1924—1928 годах — председатель Центрального Исполнительного Комитета Армянской ССР.

## Биография
Арташес Баласиевич Каринян родился 30 октября [11 ноября] 1886 года в посёлке Балаханы города Баку. Его отец долгое время работал в области нефтяной промышленности Баку. Начальное образование Арташес получил в 1-й Бакинской мужской гимназии.
Арташес Каринян активно участвовал в студенческих движениях и забастовках рабочих, редактировал студенческий журнал «Набат». В 1906 году он под прозвищем «Брут» издал свою первую работу — литературоведческую-публицистическую книжку «Литература и жизнь», которая была посвящена исследованию пьесы «Дети солнца» Максима Горького. В том же году Каринян поступил на юридический факультет Санкт-Петербургского государственного университета, который окончил в 1910 году. В течение 1905—1907 годов работы Кариняна издавались в армянской большевистской прессе, в частности в газетах «Гроза» и «Голос». Значимы его статьи «Об эволюции одной партии», «Наши новейшие анархисты», которые были опубликованы под прозвищем Левон Брутян. Член РСДРП с 1907 года. В том же году вместе с группой студентов Каринян отправился в город Териоки (ныне Зеленогорск) Финляндии и слушал доклад Владимира Ленина. В это же время Каринян лично познакомился с Степаном Шаумяном, Суреном Спандаряном, Алёшей Джапаридзе, Владиславом Каспаровым, Иваном Фиолетовым, Саркисом Касьяном, Мешади Азизбековым и с многими другими, работал в бакинской большевистской прессе, в частности в газетах «Бакинский рабочий», «Гудок».
С 1908 года начал работать в редакции газеты «Кавказский рабочий листок». После окончания университета Каринян стал членом редакционной коллегии новосозданного журнала «Новое слово» в 1911 году, труды Кариняна издавались в газете «Правда». В 1913 году за большевистскую деятельность Арташес Каринян был репрессирован в город Царицын (ныне Волгоград), потом был переведён в Санкт-Петербург и там остался до Февральской революции 1917 года. Осенью этого года Каринян отправился в Баку. Там он был назначен на должность главного редактора газеты «Рабочий» и «Известия» Бакинского совета военных депутатов, избран членом исполнительного комитета Бакинского Совета.
25 апреля 1918 года была создана Бакинская коммуна и Арташес Каринян был назначен на должность комиссара юстиции. После закрытия коммуны Каринян отправился в Москву и в 1918—1920 годах работал в армянском комиссариате при Народном комиссариате по делам национальностей РСФСР, издавал печатный орган комиссариата «Красное Знамя», редактировал еженедельную газету «Коммунист». Решением ВКП(б) Арташес Каринян в 1921 году переехал в столицу Советской Армении — Ереван, назначен на должность Народного комиссара юстиции Армении. В 1921—1922 годах Каринян был в Турции и США, вёл работу в армянской диаспоре. В 1923—1924 годах был заместителем председателя, в 1924—1928 годах — председателем Центрального Исполнительного Комитета Армянской ССР, в 1932—1933 годах — директором Института истории Закавказского комитета ВКП(б), в 1933—1934 годах — заместителем Народного комиссара просвещения Армянской ССР. Избирался членом бюро ЦК КП Армении.
Начиная с 1940 года Арташес Баласиевич Каринян занимался научной деятельностью. В 1941—1965 годах Каринян был старшим научным сотрудником Института литературы имени Манука Абегяна Академии наук Армянской ССР, в дальнейшем, в 1965—1982 годах — старшим научным сотрудником Института истории АН Армянской ССР. В 1953 году Каринян защитил диссертацию на соискание учёной степени доктора филологических наук. В 1956 году Арташес Каринян был избран академиком АН Армянской ССР. В 1960—1963 годах Каринян был академиком-секретарём отделения общественных наук АН Армянской ССР, в 1963—1965 годах — исполняющим обязанностей вице-президента АН Армянской ССР. В 1961 году Каринян снова был избран членом ЦК КП Армении. В том же году был избран членом комитета по присуждению Ленинским премиям в области литературы и искусства при Совете Министров СССР.
Арташес Баласиевич Каринян скончался 29 мая 1982 года в Ереване, в возрасте 95 лет. Похоронен в Ереванском городском пантеоне.

## Награды
- Герой Социалистического Труда (Указ Президиума Верховного Совета СССР от 11 ноября 1976 года, орден Ленина и медаль «Серп и Молот») — за выдающийся вклад в революционное движение, за большие заслуги в развитии науки и в связи с 90-летием со дня рождения[15][10].
- Орден Ленина (10.01.1967)[11].
- Орден Октябрьской Революции (10.11.1981)[15][16].
- Орден Трудового Красного Знамени (23.03.1956)[11].
- Медаль «За трудовую доблесть» (4.01.1955)[11].
- Медаль «За доблестный труд в Великой Отечественной войне»[11].
- Заслуженный деятель науки Армянской ССР (18.05.1961)[11].